# Liste der Kulturdenkmale in Birkach

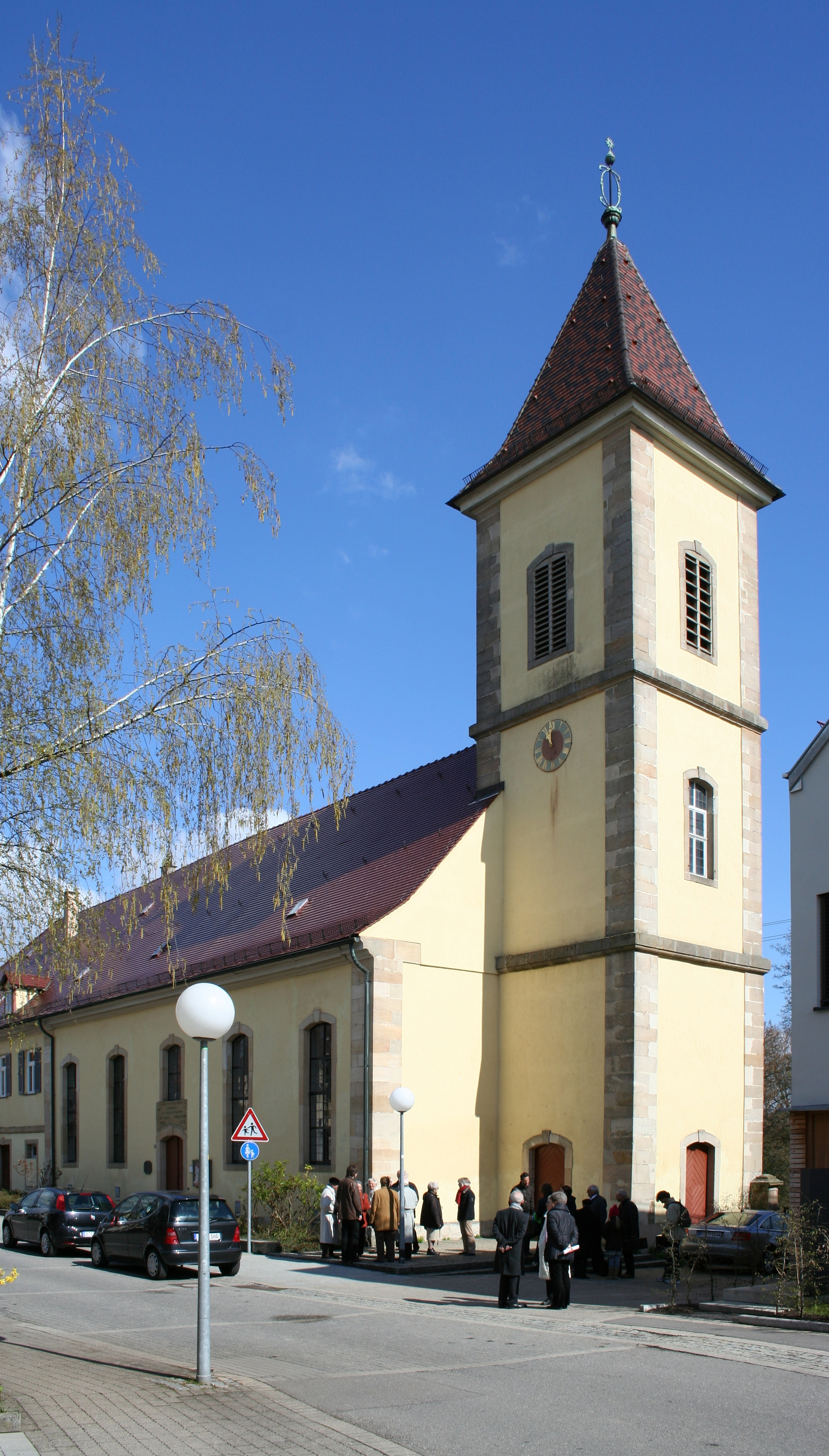
Franziska-Kirche Birkach

In der Liste der Kulturdenkmale in Birkach sind alle unbeweglichen Bau- und Kunstdenkmale in Birkach (Stuttgart), also der Stadtteile Birkach-Süd und Birkach-Nord, sowie dem Stadtteil Schönberg aufgelistet, die in der Liste der Kulturdenkmale. Unbewegliche Bau- und Kunstdenkmale der Unteren Denkmalschutzbehörde für diesen Stadtbezirk Stuttgarts verzeichnet sind. Stand dieser Liste ist der 25. April 2008.
Diese Liste ist nicht rechtsverbindlich. Eine rechtsverbindliche Auskunft ist lediglich auf Anfrage bei der Unteren Denkmalschutzbehörde der Stadt Stuttgart erhältlich.

## Allgemein
- Bild: Zeigt ein ausgewähltes Bild aus Commons, „Weitere Bilder“ verweist auf die Bilder im Medienarchiv Wikimedia Commons.
- Bezeichnung: Nennt den Namen, die Bezeichnung oder die Art des Kulturdenkmals.
- Lage: Straßenname und Hausnummer oder Flurstücknummer des Kulturdenkmals, gegebenenfalls auch den Ortsteil. Die Grundsortierung der Liste erfolgt nach dieser Adresse. Der Link (Karte) führt zu verschiedenen Kartendiensten mit der Position des Kulturdenkmals. Fehlt dieser Link, wurden die Koordinaten noch nicht eingetragen. Sind diese bekannt, können sie über ein Tool mit einer Kartenansicht einfach nachgetragen werden. In dieser Kartenansicht sind Kulturdenkmale ohne Koordinaten mit einem roten bzw. orangen Marker dargestellt und können durch Verschieben auf die richtige Position in der Karte mit Koordinaten versehen werden. Kulturdenkmale ohne Bild sind an einem blauen bzw. roten Marker erkennbar.
- Datierung: Baubeginn, Fertigstellung, Datum der Erstnennung oder grobe zeitliche Einordnung entsprechend des Eintrags in der zuständigen Denkmaldatenbank (Landesamt für Denkmalpflege Baden-Württemberg).
- Beschreibung: Kurzcharakteristik des Kulturdenkmals.

## Kulturdenkmale im Stadtbezirk Birkach

### Stadtteil Birkach-Süd
| Bild           | Bezeichnung                                  | Lage                                       | Datierung            | Beschreibung                                                                              | ID |
| -------------- | -------------------------------------------- | ------------------------------------------ | -------------------- | ----------------------------------------------------------------------------------------- | -- |
|                | Rathausbrunnen                               | Alfred-Wais-Platz, Alte Dorfstraße (Karte) | 1816, 1951           | Klassizismus, Frey Josef, Bildhauer; Erneuerung 1951 Geschützt nach § 2 DSchG             |    |
|                | Wohnhaus                                     | Alte Dorfstr. 1B (Karte)                   | 1400–1600            | Geschützt nach § 2 DSchG                                                                  |    |
|                | Wohnstallhaus                                | Alte Dorfstr. 10 (Karte)                   | 1500–1600            | Geschützt nach § 2 DSchG                                                                  |    |
|                | Wohn- und Geschäftshaus                      | Alte Dorfstr. 26 (Karte)                   | 1700–1800, 1840–1860 | Geschützt nach § 2 DSchG                                                                  |    |
|                | Ehemaliges Rathaus                           | Alte Dorfstr. 29 (Karte)                   | 1826                 | Klassizismus Geschützt nach § 2 DSchG                                                     |    |
|                | Ehemalige Kleinkinderschule                  | Alte Dorfstr. 44 (Karte)                   | 1903                 | Historismus, Neobarock Geschützt nach § 2 DSchG                                           |    |
|                | Evangelisches Pfarrhaus                      | Alte Dorfstr. 47 (Karte)                   | 1781–1782            | Geschützt nach § 12 DSchG                                                                 |    |
| Weitere Bilder | Evangelische Pfarrkirche                     | Alte Dorfstr. 49 (Karte)                   | 1780                 | Fischer R.F.H., Hofarchitekt Geschützt nach § 12 DSchG                                    |    |
|                | Wohn- und Geschäftshaus                      | Alte Dorfstr. 54 A, 54 B (Karte)           | 1896                 | Klassizismus (Spätklassizismus), Gabler G. Geschützt nach § 2 DSchG                       |    |
|                | Ehemaliges Handwerkerhaus                    | Alte Dorfstr. 57 (Karte)                   | 1500–1600            | Geschützt nach § 2 DSchG                                                                  |    |
|                | Doppelwohnhaus                               | Alte Dorfstr. 78, 80 (Karte)               | 1920                 | Wagner Ernst Geschützt nach § 2 DSchG                                                     |    |
|                | Beamtenwohnhaus incl. Garage und Einfriedung | Alte Dorfstr. 84, 84 A (Karte)             | 1929                 | Heimatstil, Stuttgarter Schule Geschützt nach § 2 DSchG                                   |    |
|                | Leichenhaus                                  | Welfenstr. 31 (Karte)                      | 1950                 | Expressionismus, Hochbauamt Stuttgart; Uhrig Helmut (Türblätter) Geschützt nach § 2 DSchG |    |

### Birkach-Nord
In diesem Stadtteil gibt es keine Kulturdenkmale.

### Schönberg
In diesem Stadtteil gibt es keine Kulturdenkmale.